# منصور حمزی
منصور حمزی (عربی: منصور حمزي؛ زادهٔ ۱۷ ژانویهٔ ۱۹۹۲) یک ورزشکار اهل عربستان سعودی است.
از باشگاه‌هایی که در آن بازی کرده‌است می‌توان به باشگاه فوتبال الفیصلی عربستان سعودی اشاره کرد.